# Ranulph Fiennes
Sir Ranulph Twisleton-Wykeham-Fiennes, 3rd Baronet OBE (Windsor, 7 marzo 1944), è un esploratore, scrittore e poeta britannico, detentore di numerosi record di endurance.

## Biografia
Fiennes ha prestato servizio nell'esercito britannico per otto anni, compreso un periodo in Oman durante la Guerra del Dhofar.
In seguito ha intrapreso numerose spedizioni ed è stato la prima persona a visitare entrambi i circoli polari con mezzi di superficie ed anche il primo a attraversare a piedi l'Antartide. Nel maggio 2009, all'età di 65 anni, ha scalato la cima del Monte Everest. Secondo il Guinness Book of World Records nel 1984, è il più grande esploratore vivente del mondo.
Fiennes ha scritto numerosi libri sul suo servizio militare e sulle sue spedizioni, nonché un libro che difende Robert Falcon Scott dai revisionisti moderni.